# Jean Namotte
Jean Namotte (Rocourt, 1 december 1934 – Herstal, 6 april 2019) was een Belgisch volksvertegenwoordiger en burgemeester.

## Levensloop
Gediplomeerde van het Institut Jonfosse in Luik (1956), was Namotte gedurende zeventien jaar onderwijzer in Luikse gemeentescholen. Van 1973 tot 1988 werd hij inspecteur van het gemeentelijk onderwijs in Luik.
In 1983 werd hij gemeenteraadslid van Herstal en was er van 1983 tot 1988 voorzitter van het OCMW. Toen hij in 1989 burgemeester werd, nam hij politiek verlof. Hij bleef gemeenteraadslid en burgemeester tot in 2006 en werd toen opgevolgd door Frédéric Daerden.
In 1991 werd hij voor de PS verkozen tot lid van de Kamer van volksvertegenwoordigers voor het arrondissement Luik. Hij vervulde dit mandaat tot in 1995 en werd zo ook lid van de Waalse Gewestraad en de Raad van de Franse Gemeenschap. Hij werd vervolgens in 1995 lid van het Waals Parlement en was een van de 75 rechtstreeks verkozenen in deze nieuwe assemblee. Hierdoor werd hij ook lid van het Parlement van de Franse Gemeenschap. Hij bleef beide mandaten vervullen tot in 2004.
Ook was hij van 1991 tot 1997 ondervoorzitter van de PS-federatie van het arrondissement Luik, voorzitter van de brandweerintercommunale voor het Luikse en secretaris van de intercommunale voor waterbedeling (Cile).